# Alejandro Sánchez Palomero
Alejandro Sánchez Palomero (nascido em 6 de novembro de 1986) é um nadador paralímpico espanhol da classe S8, que disputa diferentes provas.

## Natação
Em 2007, Alejandro participou do IDM German Open. Disputou, em 2010, o Campeonato Mundial IPC, realizado nos Países Baixos, terminando em sétimo lugar nos 100 metros costas e em oitavo nos 200 metros medley individual. Em 2012, participou do Campeonato da Espanha de Natação Paralímpica Open Autônoma, onde representou as Ilhas Baleares.

## Paralimpíadas
Participou, representando a Espanha, dos Jogos Paralímpicos de Verão de 2008, realizados em Pequim, onde ganhou a medalha de bronze nos 100 metros costas da classe S8. Alejandro também participou dos Jogos de Londres, em 2012, onde não obteve medalhas.

## Vida pessoal
Atualmente reside em Sitges.